# Ole Rückbrodt

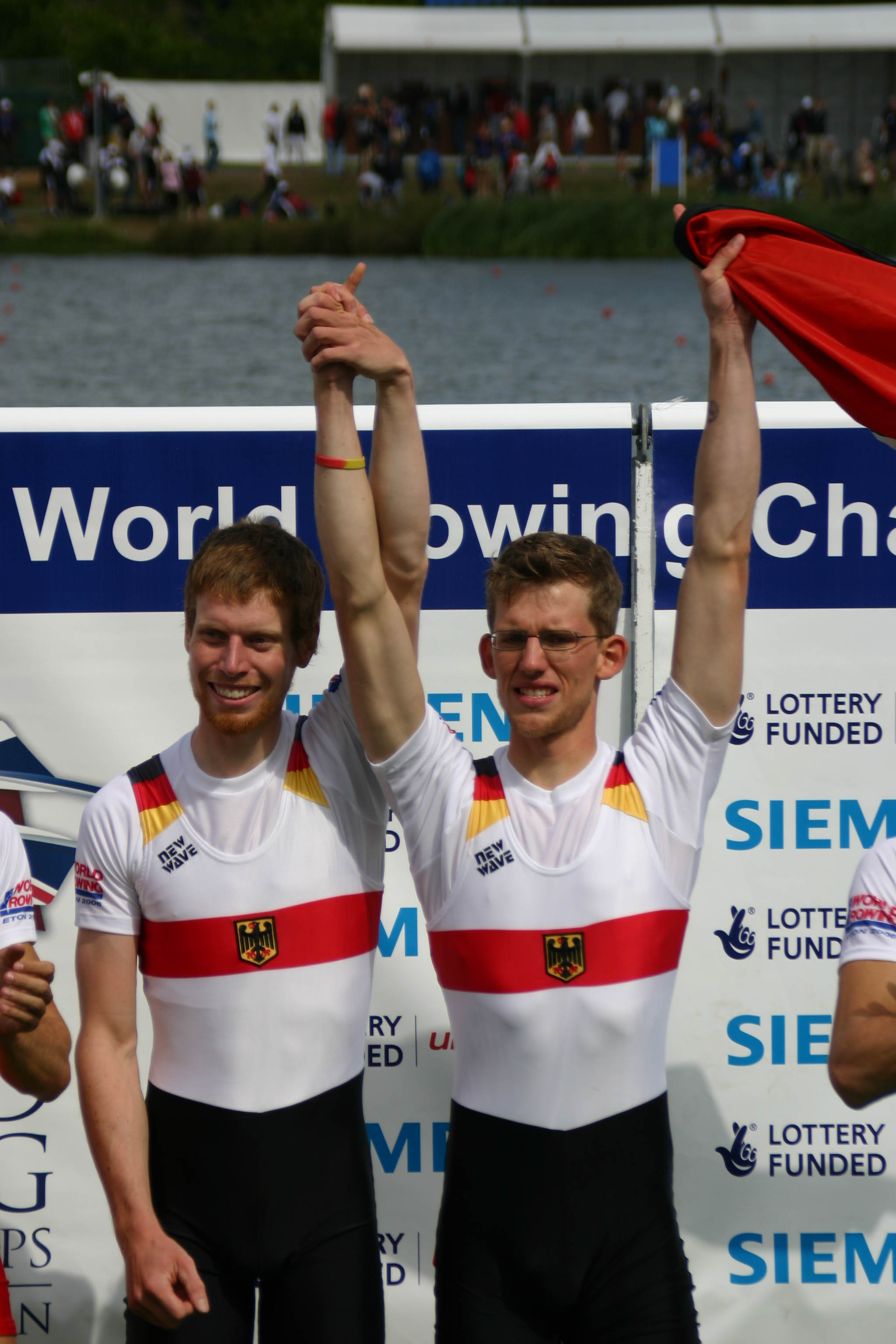
Ole Rückbrodt (links) und Felix Otto (rechts) im Jahr 2006

Ole Rückbrodt (* 17. Mai 1983 in Lübeck) ist ein deutscher Ruderer. Er wurde Weltmeister und zweifacher deutscher Meister.
Er gewann 2003 auf der Weltmeisterschaft der unter 23-Jährigen eine Bronzemedaille im Doppelvierer. 2004 und 2005 gewann er die U23-Weltmeisterschaften im Vierer ohne Steuermann.
Größter Erfolg war 2006 der Weltmeistertitel im Leichtgewichts-Zweier ohne Steuermann zusammen mit Felix Otto auf der WM in Eton, nachdem die beiden zuvor bereits die Weltcup-Regatten in München und Luzern gewonnen hatten. 2007 folgten zwei Weltcupsiege mit dem Leichtgewichtsachter in Amsterdam und Luzern, bei den Ruder-Weltmeisterschaften 2007 in München wurde Ole Vizeweltmeister, im Boot saß auch sein Bruder Martin Rückbrodt.
Rückbrodt rudert für den Hamburger und Germania Ruder Club, zusammen mit seinem Vereinskameraden Joel El-Qalqili war er 2007 und 2008 Deutscher Meister im Leichtgewichts-Zweier ohne Steuermann, 2006 waren die beiden Zweite gewesen. Bereits 2004 waren die beiden zusammen mit Felix Otto und Lutz Ackermann bereits Zweite im Vierer geworden.